# Jakke
Jakke er et stykke tøj til overkroppen som kan åbnes og lukkes over brystet og maven, oftest ved hjælp af knapper eller lynlås. Jakker har ærmer og ofte også lommer og krave. De går gerne til omkring livet eller lidt nedenfor, og jakkeskøderne er normalt skåret lige over. Jakker bæres oftest som overtøj over skjorter, bluser, trøjer, sweatere og veste og kan anvendes af mænd, kvinder og børn. Jakkesætsjakker, blazerjakker, sportsjakker betegnes ikke som overtøj og har typisk den karakteristiske slids bagpå. En overtøjsjakke som når til knæene eller længere, vil oftest blive benævnt som en frakke.

## Historie og typer
I Europa opstod jakken i middelalderen i form af korte, åbne frakker, som var en praktisk mellemting mellem åbne trøjer, kjortler, tunikaer og kapper.

### Etymologi
Jakke blev kaldt jakka på gammelnorsk, et ord som kom via det tyske jacke fra det franske jaque, "kort mandstrøje" eller egentlig "kort skjorte til at trekke over et panser" (våbenfrakke), et ord som igen er lånt fra italiensk giaco og spansk jaco, ord af uvis oprindelse, men sandsynligvis fra arabisk. Som andre betegnelser på klæder har også ordet jakke haft forskellige betydninger gennem tiden og på forskellige sprog, og ofte betegnet flere slags beklædning. Ordet blev i ældre tid på dansk og norsk brugt om et kortere, let overstykke eller lange trøjer, både med og uden ærmer, til kvinder, men blev senere først og fremmest brugt om tætsiddende trøjer til mænd og korte herrefrakker uden skøder. På dansk blev jakke i moderne betydning af ordet taget i brug fra 1860-tallet.
På engelsk er betydningen af ordet jacket en kortere fritidsjakke, mens coat bruges om både frakker, kapper, kåber og længere jakker.

### Typer
Det findes en mængde forskellige slags jakker af forskellige udformning som er beregnet til forskellig brug, både lette, tynde og tunge, forede og varme, for eksempel jakkesætsjakker, strikkede jakker (cardigans), regnjakker og uniformsjakker og parkaer. Snit, materialevalg, farver og dekorationer har varieret meget gennem dragthistorien. Jakker kan være enkelt- eller dobbeltradedde. Fritidsjakker til ude- og turbrug vejer oftest mindre end jakker til formelt brug. De kan være varme, vindtætte, have hætter og praktiske lommer, og er ofte foret med kunststof som varm fleece eller dun med en vind- og vandtæt softshell (skaljakke).
- Altvejrsjakke, vind- og vandtæt fritidsjakke
- Blazer, let jakke af andet stof end bukserne, til sommer- eller sportsbrug
- Cardigan, strikket jakke
- Dynejakke, varme, vatterede vindjakker
- Kofte, strikkejakke, bunadsfrakke eller samekofte
- Pjækkert, dobbeltradet, oprindelig mørk blå, kort frakke af tykt stof
- Vindjakke, let jakke af tæt, vindtæt stof
- Bolero, meget kort damejakke, oprindeligt båret af toreadorer
- Våbenjakke
- Cowboyjakke, tætsiddende jakke i denim
- Parkas, kort og lang, foret yderfrakke af vindtæt stof, med lommer, bælte og hætte
- Golfjakke, let, strikket jakke, særlig for golfspillende kvinder
- Sportsjakke, herrejakke designet til at bæres uden matchende bukser. Ofte i tweed

#### Gamle og udenlandske
- Carmagnole, kort jakke brugt af underklassen og jakobinerne under den franske revolution
- Dolman, jakke blandt andet brugt som del af husaruniform
- Justaucorps, knælang, eftersiddende herrefrakke eller kjolesæt som var normalt i 1700-tallet
- Mackinaw, nordamerikansk jakke af tykt, stribet uldstof
- Paletot, bred løsthængende yderfrakke eller -jakke
- Schaube, bred, pelsforet kappeliknende mannsjakke som var vanlig i Europa på 1500-tallet
- Spencer, kort, tætsiddende jakke
- Vams, tyk kort uniformsfrakke eller hoftelang jakke, fra middelalderen og senere, udviklet sig siden til vest